# Курбанов, Ута
Ута (Утты) Курбанов — советский узбекистанский хозяйственный деятель, Герой Социалистического Труда.

## Биография
Родился в 1912 году в кишлаке Толли. Член КПСС с 1953 года.
В 1930—1940 — колхозник колхоза «Первое мая» Шурчинского района Сурхандарьинской области Узбекской ССР.
В 1940—1941 — колхозник колхоза «Совет» Сталинабадского района Сталинабадской области.
В 1941—1943 — колхозник колхоза имени Тельмана Орджоникидзеабадского района Сталинабадской области Таджикской ССР.
Участник Великой Отечественной войны
В 1945—1952 — звеньевой колхоза имени Тельмана Орджоникидзеабадского района Сталинабадской области.
В 1953—1956 — бригадир, в 1956—1964 — звеньевой колхоза «30 лет Октября» Шурчинского района.
В 1964—1966 — бригадир, в 1966—1968 — колхозник колхоза «Ленинград» Шурчинского района Сурхандарьинской области Узбекской ССР.
Указом Президиума Верховного Совета СССР от 1 марта 1948 года присвоено звание Героя Социалистического Труда с вручением ордена Ленина и золотой медали «Серп и Молот».
Умер после 1986 года в Шурчинском районе Сурхандарьинской области.

## Награды и звания
- Герой Социалистического Труда (01.03.1948)
- Орден Ленина (01.03.1948, 23.06.1949)
- Орден Отечественной войны II степени (23.12.1985)